# Klaus Hüttel
Klaus Hüttel (* 27. Februar 1930; gestorben am 25. Januar 2018 in Reppenstedt) war ein deutscher Wirtschaftswissenschaftler und Professor an der Fachhochschule Lüneburg (heute fusioniert mit der Universität Lüneburg zur Leuphana Universität Lüneburg).

## Leben
Klaus Hüttel studierte an der Universität Basel Volkswirtschaft, Betriebswirtschaft, Jura und Statistik. Er wurde 1956 über das Thema „Ist die westdeutsche Wirtschaftspolitik liberal?“ zum Dr. rer. pol. promoviert. Als Professor für Betriebswirtschaftslehre im Fachbereich Wirtschaft wirkte er von 1983 bis 1995 an der Fachhochschule Lüneburg und gab Gastvorlesungen in Hamburg, Nizza und Paris. Nach einem Nachruf erwarb er sich in Lüneburg große Verdienste um den Aufbau des Studienschwerpunktes Marketing. Beigesetzt wurde Hüttel auf dem Friedhof in Reppenstedt; er hinterließ 2018 seine Witwe und eine Tochter mit Familie.
In seinen Publikationen befasste er sich mit Produktpolitik und Produktmanagement. 1988 veröffentlichte er das Standardwerk Produktpolitik. Modernes Marketing für Studium und Praxis, das in drei Auflagen erschien.

## Werke
- Produktpolitik. Modernes Marketing für Studium und Praxis, Kiehl, Ludwigshafen 1988. ISBN 3-470-42501-9 (2. Auflage: 1992 ISBN 978-3-470-42502-3, 3. Auflage 1998 ISBN 978-3-470-42503-0)
- Ist die westdeutsche Wirtschaftspolitik liberal?. Lörrach 1957 (Dissertation).